# Medicamento compasivo
Los medicamentos compasivos son aquellos medicamentos que se administran a un paciente antes de que el fármaco haya recibido su aprobación oficial para esa indicación en concreto. Puede ocurrir que el medicamento este aprobado oficialmente y comercializado pero para otras patologías o indicaciones y no para la situación clínica del paciente en concreto. La selección viene dada por darse situaciones extremas o debido a que otros tratamientos no hayan funcionado con anterioridad. Como el medicamento se encuentra en fase de investigación clínica para esa indicación concreta, y aún no ha sido autorizado su uso oficialmente, es el médico el único responsable de su administración. 
No en todos los países se permite el uso de estos medicamentos. En España sí está permitido mientras que, por ejemplo, en Francia está completamente prohibido.

## Proceso de administración
El proceso para administrar un medicamento compasivo a un paciente comienza con la decisión del médico. Si el facultativo cree que la situación sanitaria de un paciente presenta una gravedad extrema, o si por el contrario otros tratamientos han sido fallidos, el médico debe informar al paciente sobre el nuevo tratamiento y éste (o su representante legal) debe aceptar y firmar las cláusulas de riesgo que existen.
Una vez que el enfermo acepta ser tratado con esta medicamento y para esta indicación en concreto, los documentos necesarios para que la Dirección General de Farmacia y Productos Sanitarios del Ministerio de Sanidad y Consumo de España acepten el uso del fármaco en particular son el propio permiso del paciente, un informe médico justificando el uso del fármaco y la conformidad del centro sanitario. Toda esta documentación debe ser estudiada, revisada y tramitada por los Servicios de Farmacia correspondientes.